# 야기리역
야기리역(일본어: 矢切駅)은 일본 지바현 마쓰도시에 있는 철도역이다.

## 타는 곳
| 1·2   | ■ 호쿠소선 | 게이세이 다카사고·니혼바시 방면 |
| 1·3·4 | ■ 호쿠소선 | 신카마가야·나리타 공항 방면     |

## 역세권 정보
- 에도강
- 지바현도 제1호선
- 국도 제298호선
- 도쿄 외환 자동차도

## 역사
- 1991년 3월 31일: 영업 개시.
- 2010년 7월 17일: 역 번호 'HS 02'가 부여.

## 사진

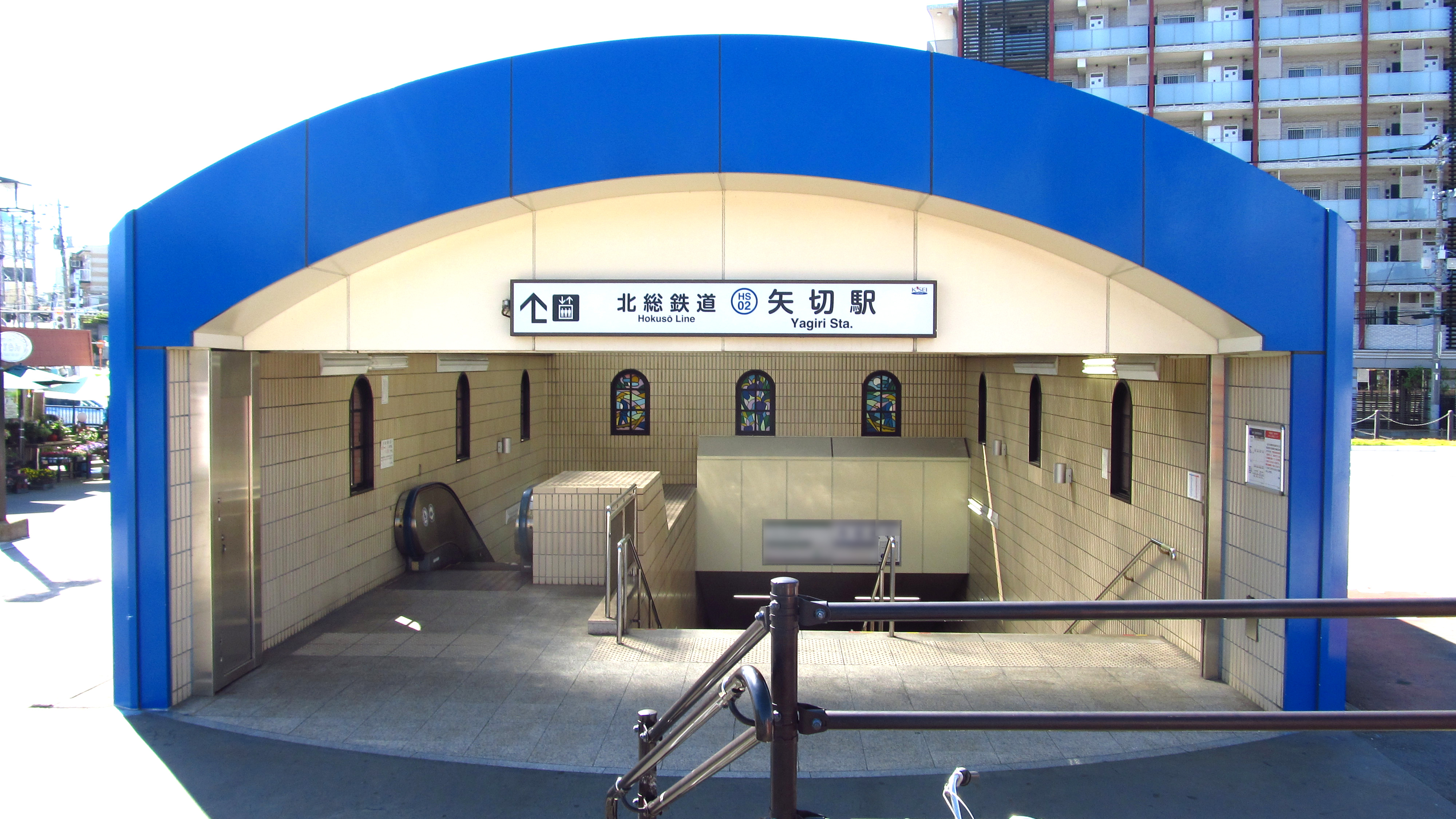
1번 출입구(2019년 10월)
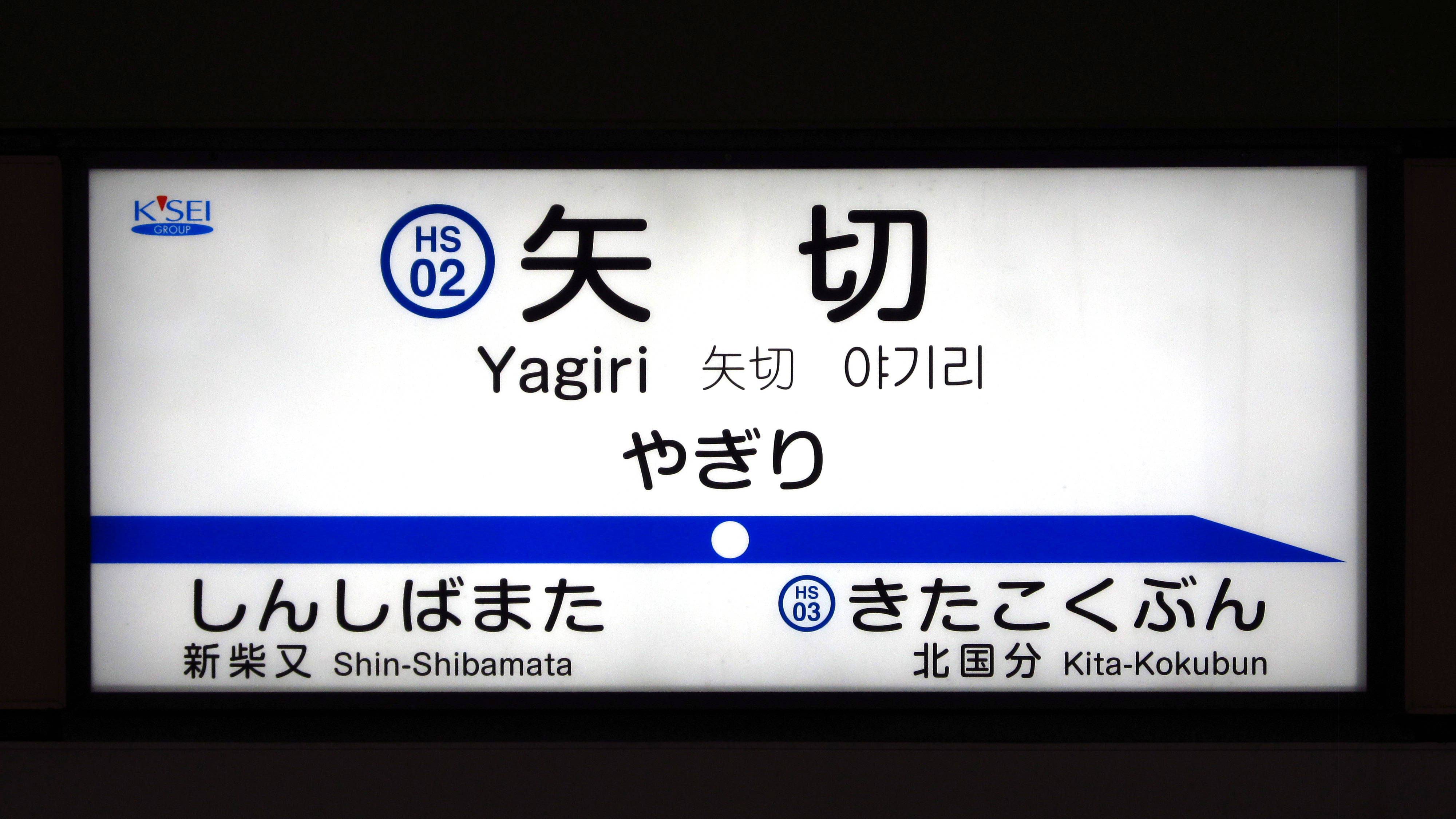
역명판(2019년 10월)

## 인접역
| 호쿠소 철도 호쿠소선                    | 호쿠소 철도 호쿠소선 | 호쿠소 철도 호쿠소선                 |
| --------------------------------------- | -------------------- | ------------------------------------ |
| HS 01 신시바마타 게이세이 다카사고 방면 | ● 보통               | HS 03 기타코쿠분 인바니혼이다이 방면 |

※ 나리타 스카이액세스(게이세이 전철 나리타 공항선)와 공용 구간이지만 당역에는 게이세이 전철이 운행하는 열차는 정차하지 않는다.
※ 호쿠소 선 급행은 평일 저녁 하행만을 운행한다.